# Mauricio Interiano
Mauricio Interiano (San Salvador, 7 de marzo de 1970) es un ingeniero eléctrico, empresario y político salvadoreño. Fue Gerente Regional de Microsoft para Centroamérica y República Dominicana de 2005 a 2009. 
Fue el presidente del Partido Alianza Republicana Nacionalista (ARENA), principal partido de derecha de El Salvador.

## Biografía
Nació en San Salvador, el 7 de marzo de 1970. La familia de Mauricio Interiano es originaria de la ciudad de Santa Ana. Su abuelo, Benjamín Interiano, fue presidente de la Asamblea Legislativa de El Salvador y su tío Eduardo Interiano, fue ministro de Salud en la presidencia del expresidente Armando Calderón Sol (1994-1999).
Desde que era joven, se interesó por el surgimiento del partido que era fundado y liderado por el mayor Roberto d'Aubuisson. Tiempo después, dos de sus tíos se involucrarían en la política salvadoreña dentro de la filas del partido ARENA.

## Educación y Experiencia
Mauricio Interiano, realizó sus estudios de ingeniería electrónica en el Georgia Institute of Technology de 1988 a 1992, en Georgia, Atlanta. Trabajó en Kimberly-Clark, cuando cursaba sus estudios de ingeniería, para luego dedicarse a tiempo completo, por dos años más, a ese trabajo. En ese momento conoce a su ahora esposa, quien estudiaba diseño gráfico en la misma universidad. 
En el año de 1994, cursa sus estudios de maestría en Administración de Empresas en The University of Texas at Austin en Austin, Texas.
Después de vivir ocho años fuera de El Salvador, él y su familia vuelven al país en el año 1996. En ese momento, sigue su trabajo en empresas transnacionales e ingresa a trabajar en Unisola (ahora Unilever). Luego de dos años, y con el surgimiento de las Aseguradoras de Fondos de Pensiones (AFP) decide contribuir con el arranque de este sistema provisional de pensiones.
Al cabo de tres años de haber trabajado en el sistema de pensiones, logra ingresar a Microsoft como Gerente de País para El Salvador de 2001 a 2003, luego fue Gerente para el Triángulo Norte de Centroamérica de 2003 a 2005. Para junio de 2005, le designan como Gerente Regional para Centroamérica y República Dominicana, cargo que ocupó hasta el año 2009 cuando decide renunciar y dedicarse a la vida empresarial.

## Vida empresarial
Fue en el año 2009 cuando decide cambiar de rubro y decide incursionar en algunos negocios propios como Expertha, que es un centro de negocios que busca apoyar a la pequeña empresa, y en la Fábrica de Gelato, entre otros, en los cuales Mauricio Interiano ha incursionado y del cual es un empresario exitoso.

## Vida política
Luego del éxito profesional y de haber emprendido su vida empresarial, decide ingresar a la vida política. El triunfo de FMLN en la elección presidencial de El Salvador de 2009, fue lo que le motivo a incursionar en la política partidaria, participando en actividades del partido pero no dentro de la palestra pública. Fue hasta el año 2012 que da sus primeros pasos y con un grupo de amigos empresarios y profesionales forman el Movimiento 300, un grupo externo al partido ARENA, que brindo el apoyo a la candidatura presidencial de Norman Quijano para las elecciones presidenciales de 2014.
El expresidente del partido ARENA, Jorge Velado, fue quien lo invita a ser parte del Consejo Ejecutivo Nacional del partido (COENA) como Director de Asuntos Económicos. Desde ese momento, inicia su involucramiento dentro del partido.
A finales de 2015, pasa a ser Vicepresidente de Organización del COENA. Y tiempo después, renuncia al cargo dentro del Consejo Ejecutivo Nacional (COENA) para someterse a las elecciones internas del partido para elegir al nuevo presidente que dirigirá al principal partido de derecha del país. 
Entre sus colegas que compiten por la presidencia están Edwin Zamora, excandidato a la alcaldía municipal de San Salvador y el fundador y ex vicepresidente de organización del partido, Hugo Barrera. 
El 28 de agosto de 2016 se realizaron las elecciones internas del partido ARENA, como parte de un proceso de renovación y de democracia interna del partido. En esa elección, resultó como ganador Mauricio Interiano quien ganó con 6,050 votos; mientras que Edwin Zamora y Hugo Barrera recibieron durante el conteo preliminar 5,509 y 1,445 votos, respectivamente, según datos oficiales.
El 25 de septiembre de 2016, Mauricio Interiano fue juramento como nuevo presidente del partido Alianza Republicana Nacionalista (ARENA).